# Rosario Rivellino
Rosario Rivellino (Napoli, 15 gennaio 1939) è un allenatore di calcio ed ex calciatore italiano, di ruolo centromediano.

## Carriera

### Giocatore
Ha iniziato la carriera nel Napoli, debuttando in azzurro in Coppa Italia il 25 aprile 1962 e totalizzando 43 presenze con i partenopei, di cui 16 in Serie A. Con questa squadra ha vinto una Coppa Italia nel 1962, prima squadra di Serie B a riuscire nell'impresa. Con la stessa maglia ha giocato per la prima volta nelle coppe europee.
Nel 1964 passò al Parma, squadra che allora partecipava al campionato di Serie B che al termine della stagione retrocesse.
Chiuse la carriera nell'Ischia Isolaverde al termine del campionato 1969-1970, dopo che per due stagioni aveva ricoperto il doppio ruolo di giocatore e allenatore. Allenò i gialloblu ischitani anche nella stagione 1970-1971, perdendo il campionato all'ultima giornata.

### Allenatore
Dopo aver sostituito Luís Vinício alla guida del Napoli in coppia con Alberto Delfrati nella stagione 1975-1976 al termine della quale i partenopei arrivarono quinti in Serie A e conquistarono la seconda Coppa Italia, diventò allenatore in seconda di Bruno Pesaola, suo allenatore quando era ancora giocatore; alle sue dimissioni Rivellino guidò di nuovo la squadra, in un periodo in cui c'erano polemiche all'interno della società, dal 26 maggio 1977.
Sempre nel Napoli è stato per diversi anni allenatore e responsabile tecnico del settore giovanile, vincendo il Torneo di Viareggio nel 1975.
Nel 1986-1987 alla guida dell'Ischia Isolaverde, ottenne la vittoria del campionato di Serie C2 e allenò i gialloblu anche nella stagione seguente prima di passare alla panchina del Campobasso.
Ha poi allenato e svolto il ruolo di direttore sportivo in diverse squadre del Centro-Sud in Serie C1 e Serie C2.

## Palmarès

### Giocatore
- Coppa Italia: 1

Napoli: 1961-1962

### Allenatore
- Coppa Italia: 1

Napoli: 1975-1976
- Torneo di Viareggio: 1

Napoli: 1975
- Serie C2: 1

Ischia Isolaverde: 1986-87